# Pulau Panggung (Padang Guci Hilir)
Pulau Panggung is een bestuurslaag in het regentschap Kaur van de provincie Bengkulu, Indonesië. Pulau Panggung telt 317 inwoners (volkstelling 2010).